# 1875 na literatura

## Nascimentos
| Data           | Nome                 | Profissão          | Nacionalidade  | Observações | Ref |
| -------------- | -------------------- | ------------------ | -------------- | ----------- | --- |
| 14 de Maio     | José Santos Chocano  | poeta e escritor   | Peru           | m. 1934     |     |
| 1 de Setembro  | Edgar Rice Burroughs | escritor           | Estados Unidos | m. 1950     |     |
| 17 de Novembro | Gregório da Fonseca  | militar e escritor | Brasil         | m. 1934     |     |
| 6 de Novembro  | Amadeu Amaral        | escritor           | Brasil         | m. 1929     |     |

## Mortes
| Data            | Nome                          | Profissão                                        | Nacionalidade | Observações | Ref |
| --------------- | ----------------------------- | ------------------------------------------------ | ------------- | ----------- | --- |
| 3 de Janeiro    | Pierre Larousse               | gramático e enciclopedista                       | França        | n. 1817     |     |
| 18 de Fevereiro | Fagundes Varela               | poeta e patrono da Academia Brasileira de Letras | Brasil        | n. 1841     |     |
| 31 de Maio      | Eliphas Lévi                  | escritor e mago                                  | França        | n. 1810     |     |
| 18 de junho     | António Feliciano de Castilho | escritor e pedagogo                              | Portugal      | n. 1800     |     |
| 4 de Agosto     | Hans Christian Andersen       | escritor                                         | Dinamarca     | n. 1805     |     |